# Abbaye de Mariendonk

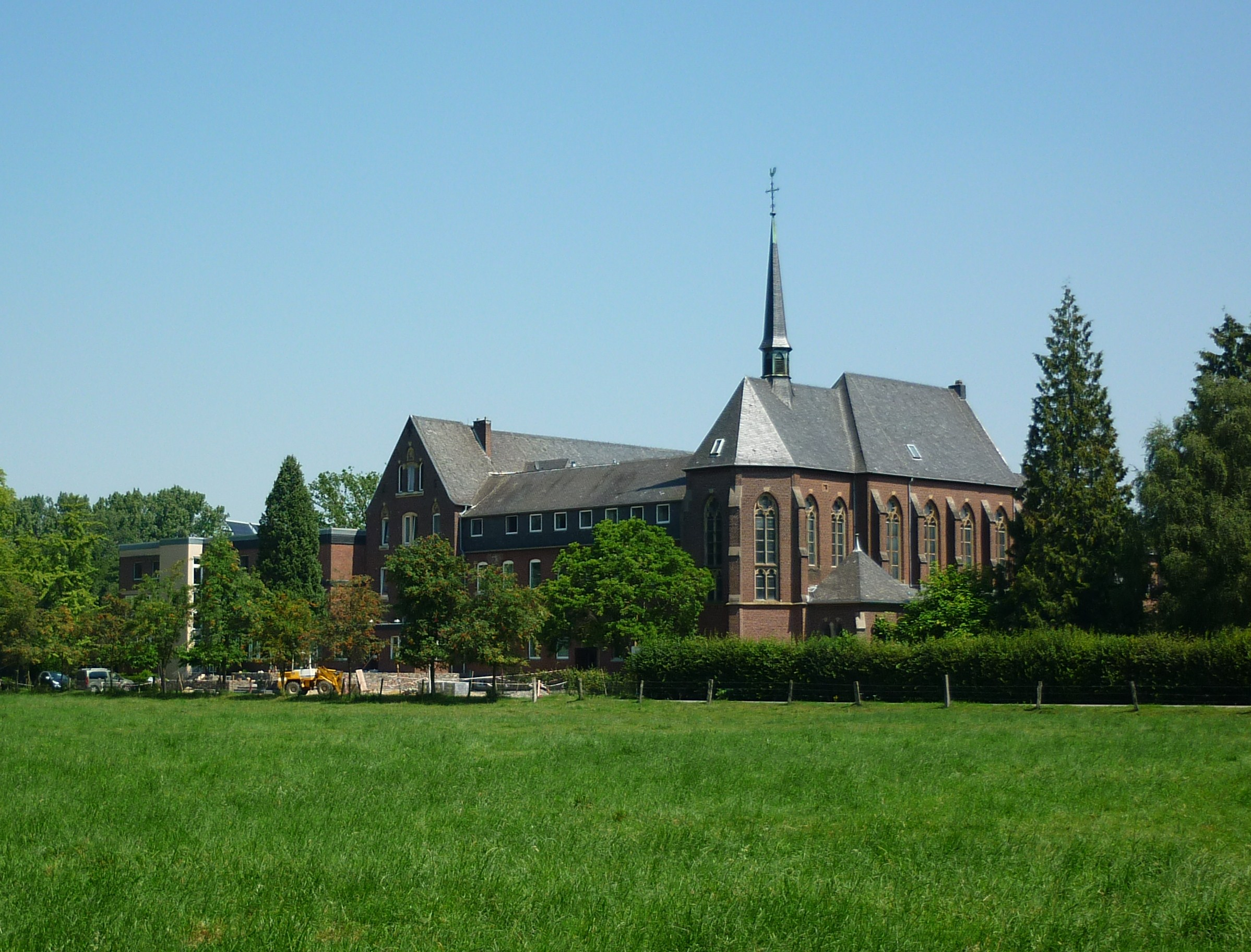
Vue de l'abbaye.

L'abbaye de Mariendonk (Abtei Mariendonk) est une abbaye bénédictine située en Allemagne dans le village de Mülhausen, dépendant de Grefrath, près de Kempen. Elle se trouve dans le diocèse d'Aix-la-Chapelle.

## Histoire

### Fondation
La fondation de cette abbaye est liée avec l'histoire du Kulturkampf à la fin du XIXe siècle. En effet en 1875, le chancelier Bismarck décide de supprimer tous les monastères, à l'exception des congrégations hospitalières. De nombreuses communautés partent donc se réinstaller aux Pays-Bas y compris les Sœurs bénédictines de l'adoration perpétuelle de Bonn-Endeich, qui déménagent à Driebergen près d'Utrecht. 
La communauté de Driebergen s'est développée très rapidement. Après la fin du Kulturkampf, les religieuses ont rapidement découvert que Johanna Stieger (1848-1904) était prête à donner des terres et de l'argent pour construire un monastère près de Kempen. Le 23 octobre 1900, la nouvelle prieure, Mère Ursula Kleberg, et vingt-deux sœurs de Driebergen font construire un monastère sous le patronage de sainte Marie. Elles exploitent une petite ferme pour faire vivre la communauté. Elles font aussi des ouvrages de broderie pour compléter leurs revenus et ouvrent en 1914 une boulangerie pour fabriquer des hosties. Il y a une quarantaine de sœurs qui vivent au monastère à la fin de la Première Guerre mondiale, dirigées par Mère Ursula Kleberg. Le prieuré ne ferme pas pendant la Seconde Guerre mondiale à condition qu'une partie du prieuré héberge des soldats, et plus tard des réfugiés. De plus, les religieuses accueillent des familles ayant perdu leur logement sous les bombardements. En 1946, la nouvelle prieure, Felicitas Berg, est élue et le monastère est élevé en abbaye deux ans plus tard.

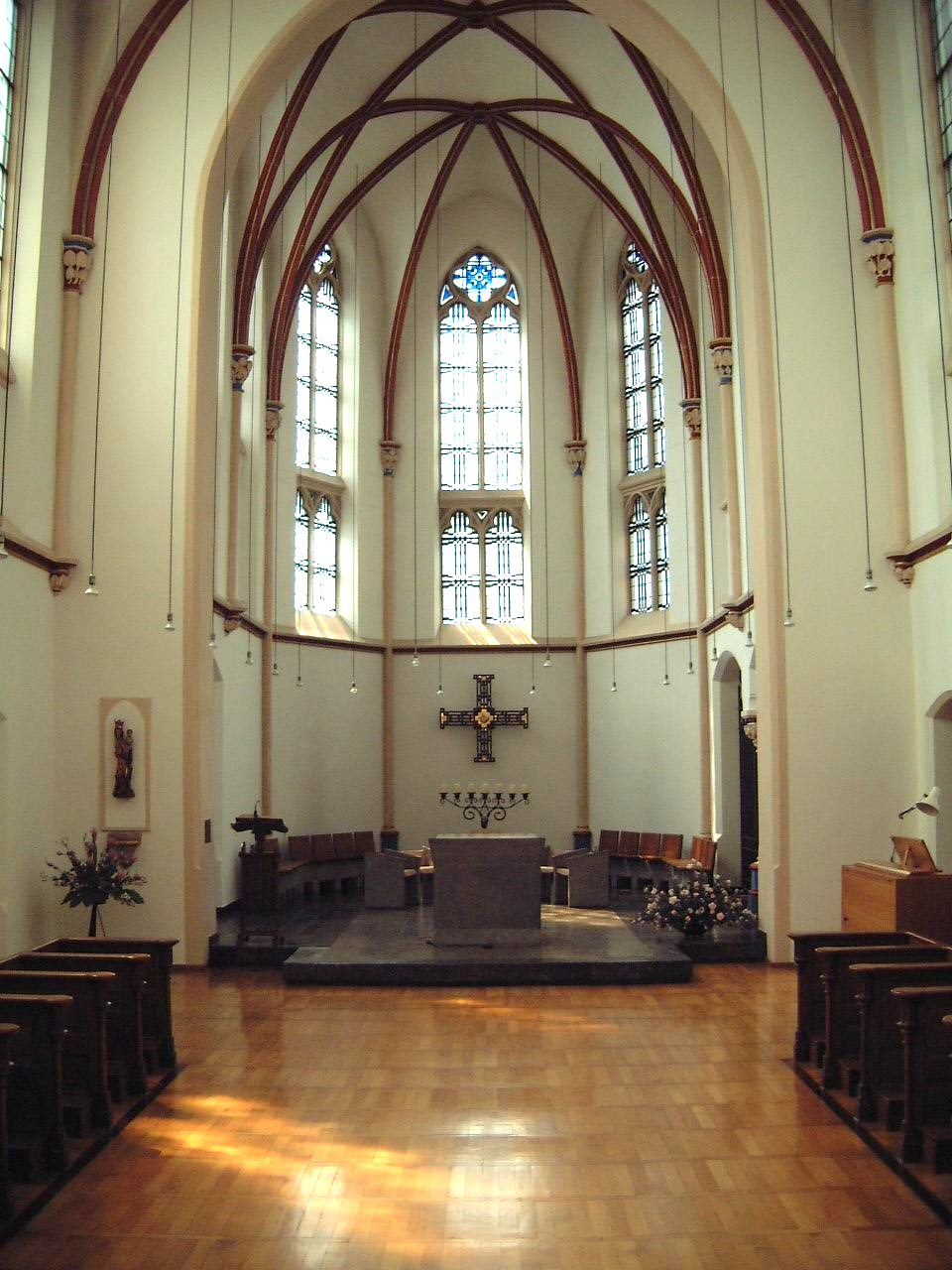
Église abbatiale.

### Abbaye

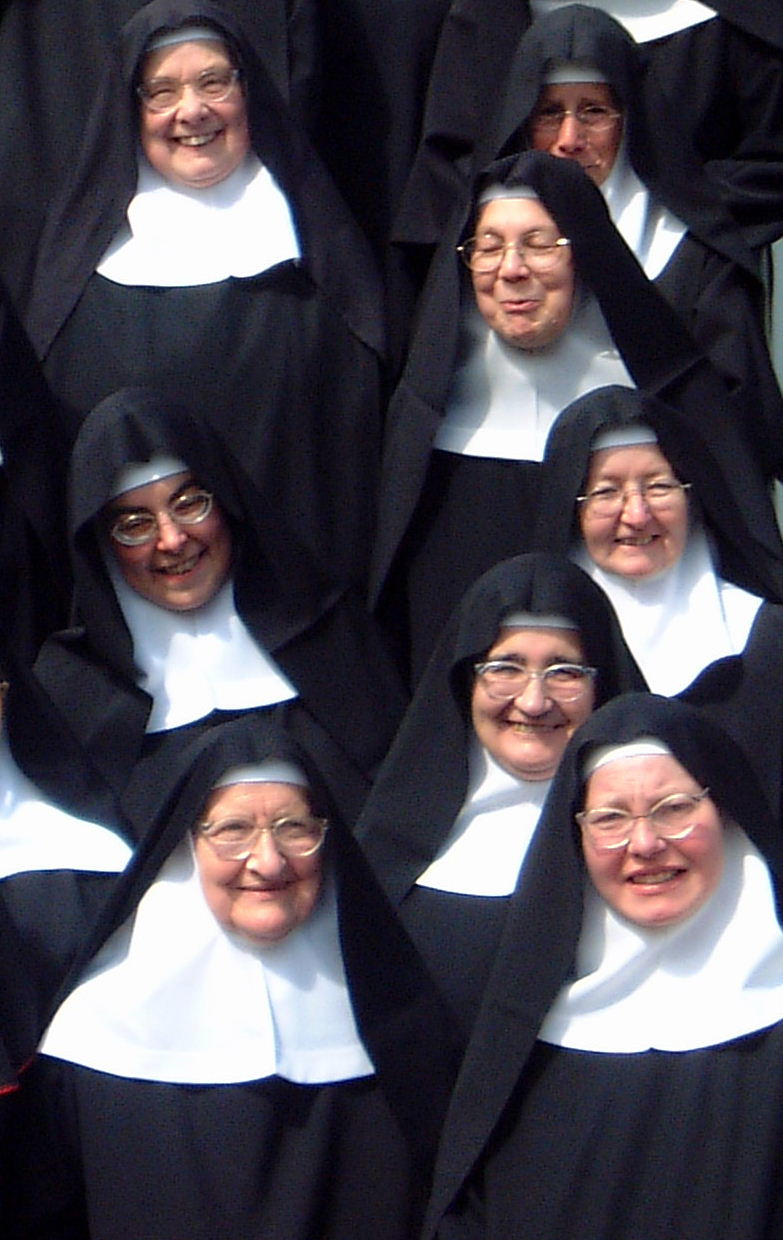
Bénédictines de Mariendonk.

Les nouvelles constitutions de la communauté sont approuvées par le Saint-Siège en 1948. L'abbaye choisit le nom de « Mariendonk », Donk signifiant élévation dans un terrain marécageux (le Niersaue). L'église abbatiale est consacrée le 24 octobre 1950. À partir de 1953, les moniales commencent à cultiver seules les champs appartenant à l'abbaye. Deux sœurs sont formées pour devenir maîtres agricoles, car les moniales avec le Père Hermann Keller OSB, le directeur spirituel de la communauté, considéraient que leur indépendance économique était une priorité. D'autres sœurs suivent. Cependant en 1993, l'agriculture a dû être arrêtée car les sœurs ne pouvaient plus faire ce travail, ne demeure que La culture des fruits et légumes pour leurs propres besoins. En 1961, la construction d'un nouveau bâtiment avec une bibliothèque, des chambres d'hôtellerie, ainsi que des ateliers de broderie et un atelier de tissage, est achevée. Le nouveau bâtiment offre également plus d'espace pour les travaux scientifiques sur l'Ancienne Bible latine, la Vetus Latina.
Le concile Vatican II supprime la différence entre sœurs converses et sœurs de chœur, ce qui était un souhait d'une grande partie de la communauté. C'est chose faite en 1968. En 1982, Sr Luitgardis Hecker est élue comme abbesse. Elle fait rénover la chapelle de l'hôtellerie, afin que les hôtes puissent suivre la messe avec les moniales. Plus tard, la liturgie est transformée avec la messe en allemand et face au peuple, tandis que le rite est dépouillé.
Lorsque pour la première fois une moniale  obtient son doctorat en théologie et Ancien Testament, et que le directeur spirituel, le R.P. Bonifatius Fischer, meurt après une dure maladie, les bénédictines s'investissent de plus en plus elles-mêmes dans l'étude de la théologie. À partir de 1990, elles font des travaux de recherche sur les Pères de l'Église (Fontes christiani) et s'ouvrent aux hôtes de l'abbaye à qui sont dispensés des cours de théologie et des exercices spirituels, ainsi que des commentaires de la Bible. À partir de 1992, c'est la patristique qui est étudiée systématiquement à l'abbaye. 
La communauté élit en juillet 2005 Sr Christiana Reemts à sa tête, après la démission de Mère Luitgardis Hecker pour raison d'âge. En 2012, trente-deux moniales vivent à Mariendonk, ainsi qu'une sœur n'ayant pas encore prononcé ses vœux perpétuels et une oblate cloîtrée. 
Les sœurs de l'abbaye travaillent sur les projets scientifiques suivants:
- En lien avec le Dölger-Institut, elles éditent Biblische Gestalten bei den Kirchenvätern
- Édition de la Vetus Latina
- Novum Testamentum Patristicum (NTP)

## Abbesses
- Felicitas Berg, d'abord prieure, puis première abbesse (1948–1982)
- Luitgardis Hecker, (1982–2005)
- Christiana Reemts, depuis 2005

## Spiritualité
Depuis de nombreuses décennies, la compréhension de l'Écriture par les Pères de l'Église est au centre de la spiritualité de la communauté de Mariendonk. Outre les lectures de la Bible, ses commentaires bibliques sont les seuls textes entendus ensemble dans les matines de la Liturgie des Heures. Certaines sœurs publient aussi des articles universitaires sur Origène et d'autres Pères de l'Église. La communauté a conservé l'habit traditionnel des bénédictines.

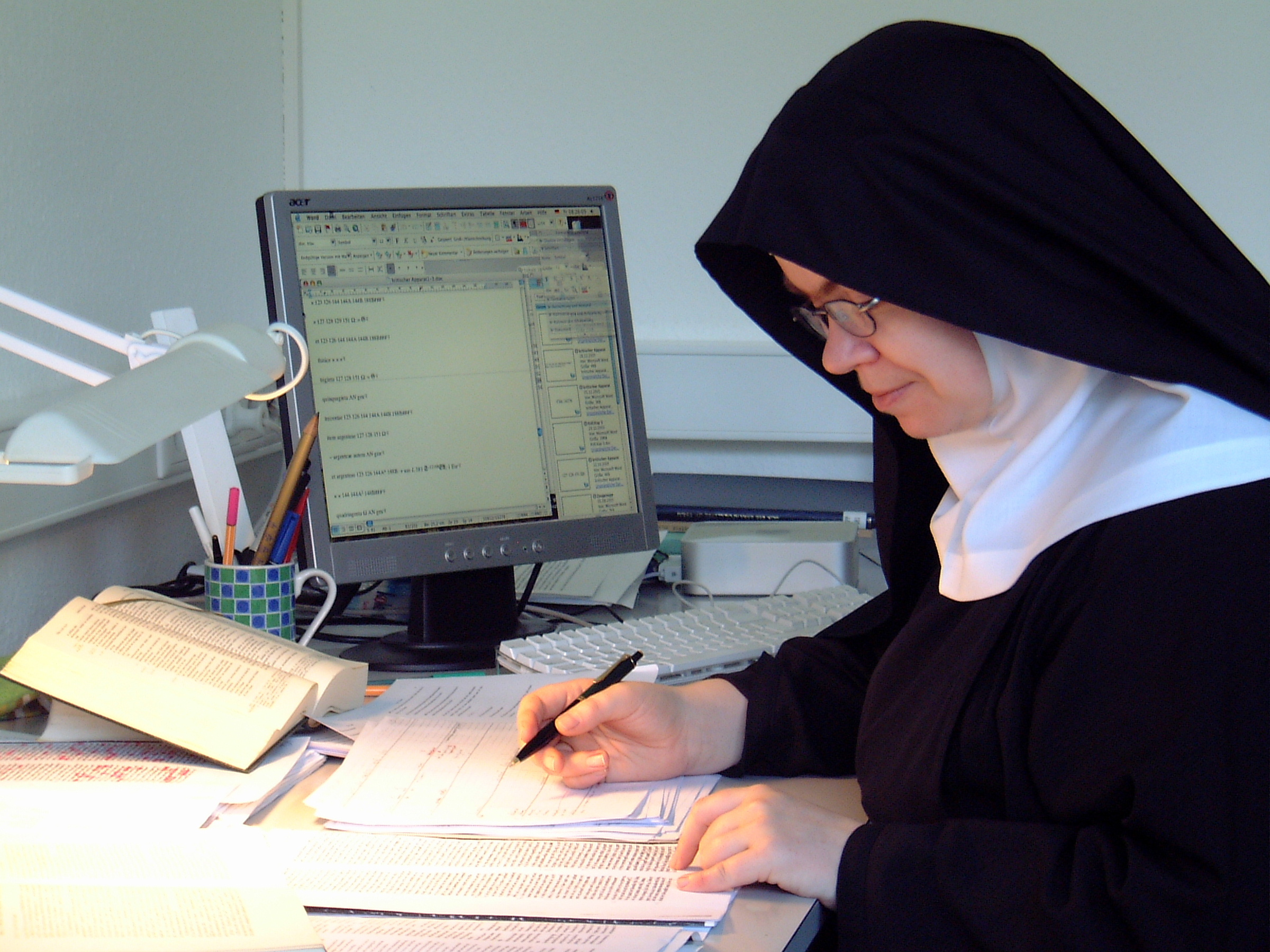
Une sœur travaillant sur le projet Vetus-Latina.